# Mario Carbone
Mario Carbone (12. května 1924 – 18. května 2025) byl italský režisér, kameraman a fotograf.

## Život a kariéra
Mario Carbone se narodil 12. května 1924. Svou fotografickou praxi začal jako učeň v San Sosti, později se přestěhoval do Milána a ve své fotografické práci pokračoval až do roku 1955, kdy se přestěhoval do Říma. Tam zahájil svou filmovou kariéru jako kameraman a filmař.
V roce 1964 získal cenu Nastro d'Argento (nejlepší krátký film) za dokument Stemmati di Calabria, který pojednává o opuštění feudálních pozemků kalábrijskou šlechtou. V roce 1967 získal Stříbrného lva na bienále v Benátkách za své dílo Firenze.
Během své dlouhé kariéry spolupracoval jako fotograf a kameraman s významnými osobnostmi italské literatury a filmu, jako jsou Carlo Levi, Mario Soldati, Cesare Zavattini, Cecilia Mangini, Luigi Di Gianni, Giuseppe Ferrara a Libero Bizzarri. 
Carbone zemřel 18. května 2025 ve věku 101 let.

## Výběrová filmografie

### Režie
- I misteri di Roma (1963)
- Stemmati di Calabria (1963) - short film
- Ti spacco il muso, bimba (1982)

### Kamera
- Donne in Carnia, režie Axel Rupp (1959)
- Gli stregoni, režie Raffaele Andreassi (1961)
- De Chirico metafisico, režie Raffaele Andreassi (1962)
- I ragazzi che si amano, režie Alberto Caldana (1963)
- Italiani come noi, režie Pasquale Prunas (1963)
- Ecco il finimondo, režie Paolo Nuzzi (1964)
- L'amore breve, režie Romano Scavolini (1969)